# Riera de Maçana
La riera de Maçana es un curso de agua entre los municipios de Rubió (Noya) y Castellfullit del Boix (Bages) y principal afluente de la riera de Rajadell.

## Etimología
A veces, en castellano, aparece como Masana.

"En uns mapes patrimonials del marquès de Camps del febrer de 1954, hi apareix com La Masana, amb una sola essa. També apareix amb aquesta grafia en el plànol geomètric-topogràfic de la propietat de Pere Coll i de Pol, del 2 de gener del 1868 fet per Juan Papell i Llenas. En mapes del cadastre de 1964, apareix com a Massana, així com també en el mapa de 1865 conservat a l’Arxiu Municipal de Salt. Al mapa topogràfic de Catalunya 1:10000 (334-4-1) hi apareix com a Riera de la Maçana".
Web Arxiu Municipal de Salt.

## Recorrido
Al principio, debido a su escaso caudal, es mencionada como torrente. La riera nace cerca de Cal Palomes, en la vertiente norte de la sierra de Rubió, y va transcurriendo por el valle del antiguo municipio de Masana (dividido en dos municipios y dos comarcas), actualmente una entidad de población del municipio de Rubió.